# Musik i Finland
Musik i Finland kan grovt delas in i folkmusik, klassisk musik och populärmusik. Finlands nationalsång är Vårt land (eller "Maamme"), skriven av nationalskalden Johan Ludvig Runeberg.

## Historia

### De första skivinspelningarna
1901 gjorde den ryske sångaren M.A. Goltison 15 skivinspelningar i S:t Petersburg; fem av dessa var finska folksånger. Därmed blev Goltison den förste sångaren att göra skivinspelningar på finska. Under hösten 1901 gjorde körledaren och dirigenten Mooses Putro skivinspelningar med kören Suomalainen lauluseura. 1902 och 1903 gjorde finländska artister skrivinspelningar i S:t Petersburg, däribland sångaren Hjalmar Frey. 1904 gjordes de första skivinspelningarna i det egentliga Finland och bland de första inspelande artisterna fanns Pasi Jääskeläinen. Redan 1907 gjordes de första finländska skivinspelningarna i Amerika, där finländare kom att framföra musik på grammofon i decennier. Andra tidiga artister vid tiden var Alarik Uggla, Abraham Ojanperä och Maikki Järnefelt-Palmgren, vilka inledde sina inspelningskarriärer 1904, samt Agnes Poschner och Eino Rautavaara, som började sjunga på skiva året därpå.
Bland de första kvinnorna som gjorde skivinspelningar i egenskap av sångerskor märks operasångerskorna Alma Fohström och Aino Ackté, som inledde sina 1902. Den första konserten på finska gavs av sångerskan och musikläraren Dagmar Hagelberg-Raekallio.

### Kuplettiden och tangon
Den förste kuplettsångaren i Finland var Pasi Jääskeläinen, som inledde sina skivinspelningar 1904. Kupletter blev sedan under 1910-talet mycket populära och artister som J. Alfred Tanner, Theodor Weissman, Rafael Ramstedt, Iivari Kainulainen, Väinö Lehmus och Oskar Nyström gjorde sig stora namn med kupletterna. Tanner var den störste kuplettsångaren och hans sånger sjöngs ännu under 1960-talet av bland andra Tapio Rautavaara och Reino Helismaa. Bland övriga artister under 1910-talet märks Sanfrid Takala, som framförde sex folksånger på skiva 1912.
Ännu under 1920- och 1930-talen gjorde Rafael Ramstedt skivinspelningar med kupletter, men kupletternas guldår var tiden strax efter första världskriget, 1918. Finländska artister gjorde dock skivinspelningar med gamla kupletter i Amerika ännu under 1930-talet. Taavetti "Tatu" Pekkarinens visor och kupletter framfördes även de under lång tid framåt. Tanners kupletter framfördes på skiva och film under 1950- och 1960-talen av skådespelaren Sakari Halonen, som också gestaltade Tanner i två filmer.
Under hösten 1913 kom tangon till Finland och under 1920- och 1930-talen användes musikgenren av olika finländska kompositörer. En hel del produkter döptes efter den nya musikgenren, varför "tango-parfym", "tango-huckle" och "tango-byxor" började dyka upp på den finska marknaden. 1915 gjorde Iivari Kainulainen en skivinspelning i Stockholm med den egenskrivna Tangolaulu, vilket behandlade tangon och dess historia. Den första inhemska tangon som inspelades i Finland var François de Godzinskys Tango Carita, som framfördes av Martta Tiger 1929.
Under slutet av 1910-talet var både amatör- som yrkesmusiker anställda vid de finländska salongerna. Dessa ansågs vara bäst lämpade för estraderna och genom detta blev kantelespelarna Olli Suolahti och  Achilles Ockenström populära. Dessa två fick uppträda med italienska dragspelare, som tidigare verkat som gatumusiker.

### 1920-talet
Under 1920-talet kom en hel del amerikanska influenser till Finland via tyska musiker. I och med Finlands självständighet bröts kontakten med S:t Petersburg och inspelningar började göras i Finland och Tyskland. Från Amerika kom dessutom jazzen och en av de första finländska jazzorkestrarna var Jazz-Fox, som grundades i Helsingfors 1924. Under 1910-talet hade skivförsäljningen ökat kraftigt och under 1920-talet rådde den så kallade Grammofonfebern, då skivor såldes i stora mängder. 1926 startade Yleradio sin verksamhet, vilket ledde till dagligt spelade av musik. Precis som innan inbördeskriget, uppträdde de finländska musikerna vid restauranger, hotell och biografer, men nu började man dessutom att uppträda vid kasinon i till exempel Terijoki, Mariehamn, Heinola och Hangö. Några kända jazzorkestrar vid tiden i Finland var King of Jazz, Zamba och Salonki-Jazz-Soittokunta. Melody Boys var den finska huvudstadens mest kända jazzorkester och gjorde skivinspelningar med bland annat Matti Jurva. Melody Boys kom att ägna sig en hel del åt blues under det kommande 1930-talet.
En förgrening av jazzen var hot och brukades av bland andra Klaus Salmis Ramblers och Harry Bergströms Black Birds. Dragspelsjazz var en annan förgrening och brukades av till exempel Dallapé, Amarillo, Suomi Jazz Orkesteri och Seminola från Kotka. Under slutet av 1920-talet och början av 1930-talet gjorde flera finländska artister inspelningar utomlands, bland annat i Tyskland, där sångare som Sulo Räikkönen, Heikki Tuominen, Armas Hanttu, Arri Wianto, Aarne Salonen, J. Alfred Tanner, Matti Jurva och Hannes Veivo verkade.

### 1930- och 1940-talen
Under 1920-talet blev schlagermusiken mer populär och en av de första initiativtagarna till denna nya genre var J. Alfred Tanner. Den första finländska, kvinnliga sångtextförfattaren inom schlagern var troligen Dagmar Parmas, som översatte och direkt författade kring 140 sånger. 1930-talets mest kända finländska artister var Matti Jurva och Aimo Andersson, som även var populär under 1940-talet. Arvi Tikkala var 1930-talets fjärde mest inspelande finländske artist. De övriga var Matti Jurva och bröderna Georg och Eugen Malmstén. Också Reino Armio gjorde under 1930-talet skivinspelningar med schlagermusik. 1919-1932 hade Finland ett förbud mot alkohol, om vilket många finländska artister sjöng. Bland andra Tatu Pekkarinen, Theodor Weissman, Matti Jurva, Oskar Nyström och Väinö Tuominen både framförde och skrev sånger om alkoholförbudet. Även finländska artister i Amerika sjöng under 1920- och 1930-talen alkoholförbudsrelaterade sånger. Några av de mest kända sångerna av detta slag är Vanha juomalaulu, Ryyppymiesten valssi, Aatamin juomalaulu, Kieltolakilaulu, Tullaan, tullaan, Viinatrokarin laulu, Mun eukkoni on maalla och Oi mistä saataisiin.
Under andra världskriget var Matti Jurva, Eero Väre och Einari Ketola mycket populära på grund av deras satiriska sånger om kriget och makthavarna; däribland Josef Stalin och Gustaf Mannerheim. Även Ture Ara och George de Godzinsky var populära under kriget, liksom Georg Malmstén. Under andra världskriget framförde Jorkka ja Palle, det vill säga Georg Malmstén och Reino "Palle" Palmroth satirisk musik, som var förankrad i striderna om Karelen. Palmroth var också verksam som sångtextförfattare och lät publicera flera egna satirsånger. Några av dessa förbjöds dock under krigstiden, däribland Silmien välliin.

### Inspelningar i USA
Den första finska skivinspelningen i USA gjordes av John M. Eriksen 1907. På 1910-talet var artister som Juho Koskelo och Jean Theslöf populära, liksom Leo Kauppi, Arthur Kylander, Hiski Salomaa och Antti Syrjäniemi var populära på 1920-talet. En av de mest kända amerikafinländska dragspelarna märks Willy Larsen och Antti Kosola, som båda hade egna orkestrar och gjorde inspelningar med de tidigare nämnda sångarna. En av de tidigare schlagersångerskorna var Katri Lammi, vars make var sångaren Jukka Ahti. Båda var aktiva skådespelare i New York på 1920-talet och båda emigrerade 1931 till Karelska ASSR, där Kauppi, Ahti och tusentals andra finländare avrättades i stora utrensningen 1938.

## Modern populärmusik

### Dansband
Bland dansbanden i Finland återfinns bland andra Tommys, som 1991 även fick en hit i Sverige med Vår dotter.

### Hårdrock

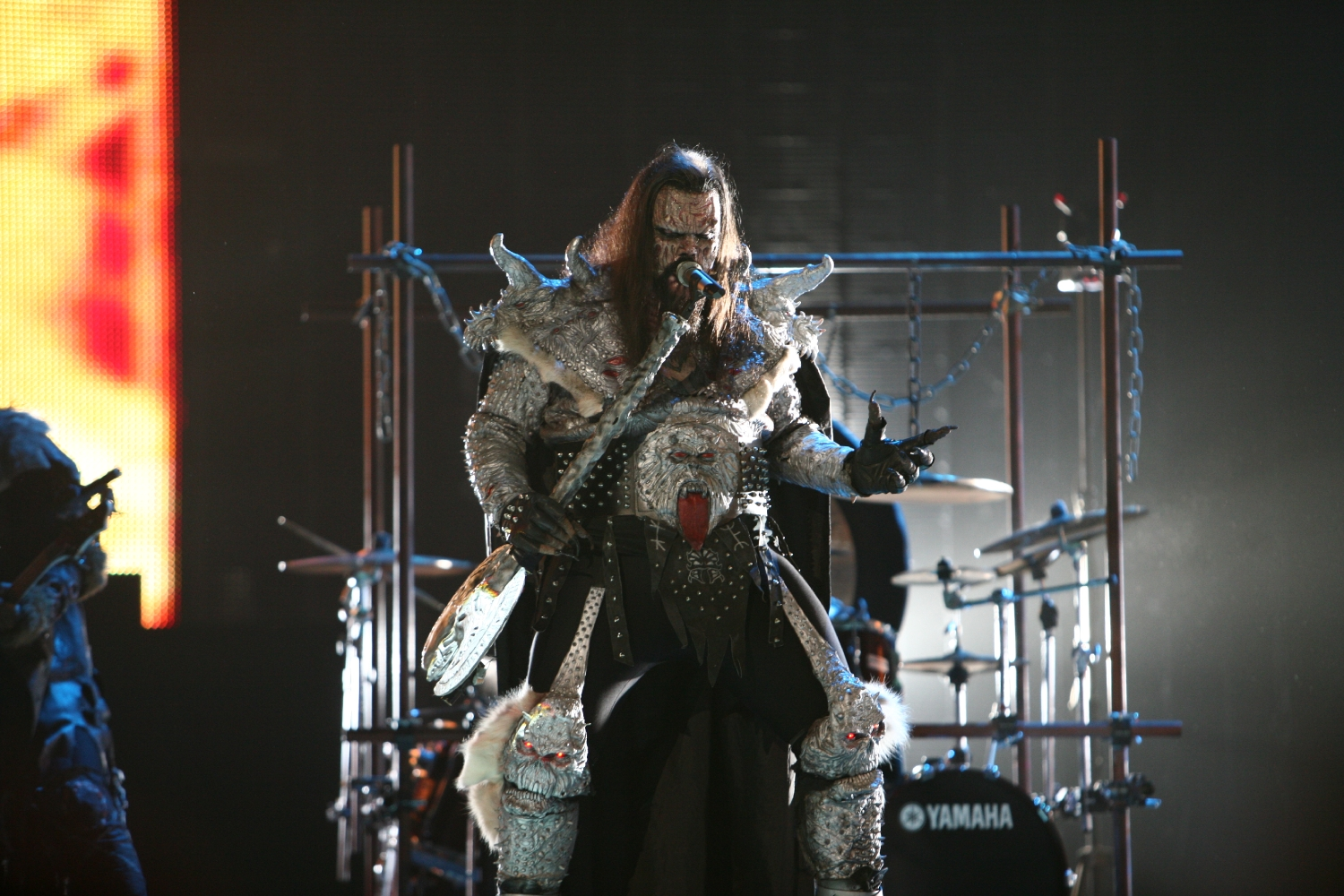
Lordi uppträder i pausen under Eurovision Song Contest 2007.

Finland har en stor hårdrocksscen och landet vann Eurovision Song Contest 2006 med Lordis Hard Rock Hallelujah och Helsingfors fick därmed arrangera 2007 års tävling.

### Fotnoter
1. 1 2  ”Suomalais-amerikalaisia rekordeja”. http://yle.fi/aihe/artikkeli/2007/03/15/suomalais-amerikkalaisia-rekordeja. Läst 5 oktober 2015.
2. ↑  ”Äänilevyn historia”. http://yle.fi/aihe/artikkeli/2014/12/01/suomalaisen-aanilevyhistorian-top10. Läst 5 oktober 2015.
3. ↑  ”Alarik Uggla på Äänitearkisto”. Arkiverad från originalet den 18 augusti 2016. https://web.archive.org/web/20160818203102/http://www.aanitearkisto.fi/firs2/nimi.php?Id=Uggla+Alarik. Läst 2 juli 2016.
4. ↑  ”Abraham Ojanperä: Serenada Don Zhuana”. http://yle.fi/aihe/artikkeli/2006/12/08/abraham-ojanpera-serenada-don-zhuana. Läst 2 juli 2016.
5. ↑  ”Maikki Järnefelt-Palmgren: Meine liebe ist grün”. http://yle.fi/aihe/artikkeli/2006/12/08/maikki-jarnefelt-palmgren-meine-liebe-ist-grun. Läst 2 juli 2016.
6. ↑  ”Agnes Poschner på Äänitearkisto.fi”. Arkiverad från originalet den 19 augusti 2016. https://web.archive.org/web/20160819013300/http://www.aanitearkisto.fi/firs2/nimi.php?Id=Poschner+Agnes. Läst 2 juli 2016.
7. ↑  ”Eino Rautavaara på Äänitearkisto.fi”. Arkiverad från originalet den 18 augusti 2016. https://web.archive.org/web/20160818225500/http://www.aanitearkisto.fi/firs2/nimi.php?Id=Rautavaara+Eino. Läst 2 juli 2016.
8. ↑  ”Aino Ackté på Fono.fi”. http://www.fono.fi/TekijaHakutulos.aspx?esittaja=Ackte+Aino. Läst 3 juli 2016.
9. ↑  ”Alma Fohström på Fono.fi”. http://www.fono.fi/TekijaHakutulos.aspx?esittaja=fohstr%C3%B6m+alma&Page=2. Läst 3 juli 2016.
10. ↑  ”Dagmar Hagelberg-Raekallio”. http://docplayer.fi/7787624-Dagmar-hagelberg-raekallio-s-sarlin.html. Läst 6 juli 2016.
11. ↑  ”Sanfrid Takala på Fono.fi”. http://www.fono.fi/TekijaHakutulos.aspx?esittaja=Takala+Sanfrid&Page=1. Läst 13 mars 2017.
12. ↑  ”Tannerin aika”. http://pomus.net/001460. Läst 5 oktober 2015.
13. ↑  ”Sakari Halonen på Äänitearkisto.fi”. Arkiverad från originalet den 22 augusti 2016. https://web.archive.org/web/20160822093426/http://www.aanitearkisto.fi/firs2/nimi.php?Id=Halonen+Sakari. Läst 6 juli 2016.
14. ↑  ”Sakari Halonen på IMDb”. http://www.imdb.com/name/nm0356885/?ref_=fn_al_nm_1. Läst 6 juli 2016.
15. ↑  ”Tulisesta tangosta tuli Suomessa verkkaan askellettua mollimelankoliaa”. http://yle.fi/aihe/artikkeli/2013/06/03/tulisesta-tangosta-tuli-suomessa-verkkaan-askellettua-mollimelankoliaa. Läst 22 april 2016.
16. 1 2 3  ”1918-1929”. http://pomus.net/kehityslinjat/1918-1929. Läst 8 januari 2016.
17. ↑  ”Sulo Räikkönen på Fono.fi”. http://www.fono.fi/TekijaHakutulos.aspx?esittaja=R%C3%A4ikk%C3%B6nen+Sulo. Läst 2 juli 2016.
18. ↑  ”Heikki Tuominen på Fono.fi”. http://www.fono.fi/TekijaHakutulos.aspx?esittaja=Tuominen+Heikki. Läst 2 juli 2016.
19. ↑  ”Armas Hanttu på Fono.fi”. http://www.fono.fi/TekijaHakutulos.aspx?esittaja=Hanttu+Armas. Läst 2 juli 2016.
20. ↑  ”Arri Wianto på Fono.fi”. http://www.fono.fi/TekijaHakutulos.aspx?esittaja=Wianto+Arri. Läst 2 juli 2016.
21. ↑  ”Aarne Salonen på Fono.fi”. http://www.fono.fi/TekijaHakutulos.aspx?esittaja=Salonen+Aarne. Läst 2 juli 2016.
22. ↑  ”J. Alfred Tanner på Fono.fi”. http://www.fono.fi/TekijaHakutulos.aspx?esittaja=Tanner+J.+Alfred. Läst 2 juli 2016.
23. ↑  ”Matti Jurva på Fono.fi”. http://www.fono.fi/TekijaHakutulos.aspx?esittaja=Jurva+Matti. Läst 2 juli 2016.
24. ↑  ”Hannes Veivo på Fono.fi”. http://www.fono.fi/TekijaHakutulos.aspx?esittaja=Veivo+Hannes. Läst 2 juli 2016.
25. ↑  ”Dagmar Parmas på Pomus.net”. http://pomus.net/001675. Läst 2 juli 2016.
26. ↑  ”Usko Kemppi på Pomus.net”. http://pomus.net/001492. Läst 27 juli 2016.
27. 1 2  ”Kieltoain laulut på Yle:s arkiv”. http://yle.fi/aihe/artikkeli/2007/01/05/kieltolain-laulut#media=17666. Läst 6 oktober 2015.
28. ↑  ”1939-1945”. http://pomus.net/kehityslinjat/1939-1945. Läst 5 oktober 2015.
29. ↑  Kukkonen, Einari (2001). Lännen lokarit
30. ↑  ”Jukka Ahti på Discogs.com”. https://www.discogs.com/artist/3022213-Jukka-Ahti. Läst 17 februari 2018.
31. ↑  Sevander, Mayme (1996). Of Soviet Bondage
32. ↑  Tommys, läst 15 oktober 2010 Arkiverad 1 augusti 2013 hämtat från the Wayback Machine.